# Thliboclivina
Thliboclivina is een geslacht van kevers uit de familie van de loopkevers (Carabidae). De wetenschappelijke naam van het geslacht is voor het eerst geldig gepubliceerd in 1959 door Kult.

## Soorten
Het geslacht Thliboclivina omvat de volgende soorten:
- Thliboclivina amalita Basilewsky, 1964
- Thliboclivina diophthalmica (Basilewsky, 1955)
- Thliboclivina microphthalma (Burgeon, 1937)